# Dentální souhláska
Dentální souhláska (dentála, zubná souhláska či zubnice) je souhláska, která je tvořena kontaktem jazyka s horními zuby (latinsky dentis – zuby). Jako dentála se vyslovuje např. polské z a s (sibilantní frikativa), anglické th [θ, ð], (nonsibilantní frikativa) a další hlásky.